# Fruhstorferiola xuefengshana
Fruhstorferiola xuefengshana är en insektsart som beskrevs av Fu, Peng och Z. Zheng 2000. Fruhstorferiola xuefengshana ingår i släktet Fruhstorferiola och familjen gräshoppor. Inga underarter finns listade i Catalogue of Life.